# Schierenberg (Familienname)
Schierenberg ist ein vor allem in Nordrhein-Westfalen häufiger vorkommender Familienname.

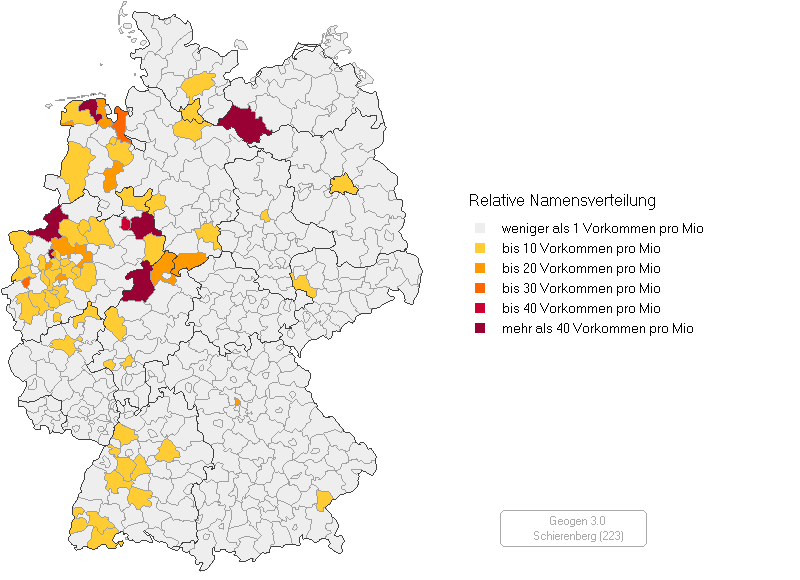
Häufigkeit des Nachnamen Schierenberg in der BRD

## Namensträger
- Conrad Schierenberg (1937–2022), deutscher Maler und Lyriker
- Gotthilf August Benjamin Schierenberg (1808–1894), Kaufmann, Ehrenbürger von Horn
- Heinrich Schierenberg (1800–1851), deutscher Politiker
- Hermann Schierenberg (1896–1945), deutscher Schriftsteller
- Kurt-August Schierenberg (* 1904), deutscher Goethe-Forscher
- Mark Schierenberg (* 1972), deutscher Fußballspieler
- Tai-Shan Schierenberg (* 1962), britischer Porträtmaler